# Uppsala universitet
Uppsala universitet (eng.: Uppsala University, lat.: Universitas Regia Upsaliensis) er et universitet i Uppsala, Sverige, der blev grundlagt i 1477. Det er Skandinaviens ældste, idet det er to år ældre end Københavns Universitet. Uppsala universitet har ni fakulteter og omkring 20.000 studerende og omkring 2.400 forskerstuderende. Der er tilknyttet 3.800 akademiske ansatte og 2.200 teknisk-administrativt ansatte. Universitetet er medlem af den europæiske Coimbra-gruppe.
Universitet blev grundlagt af ærkebiskop Jakob Ulfsson og Sten Sture den ældre. Universitetet ophørte imidlertid under Gustav Vasas regering og blev genåbnet i 1595. Tilbage i 1700-tallet var universitetet førende indenfor naturvidenskaberne, mens det først i 1900-tallet udmærkede sig særligt indenfor filosofi. Universitetet har i årtier været blandt de førende i landet og har udklækket navne som Anders Celsius, Carl von Linné og Anders Jonas Ångström, ligesom flere Nobelprismodtagere har været ansat ved universitetet. Universitetet har spillet en vigtig rolle i det svenske samfund og har skabt mange af de akademiske traditioner, som findes i Sverige i dag. Størstedelen af universitetets bygninger er placeret i byens historiske centrum, selv om det grundet pladsmangel siden 1800-tallet har udvidet andre steder i byen.
Universitetets rektor er Anders Hallberg.